# Jaarmarktcross Niel
De Jaarmarktcross Niel is een veldrijwedstrijd die traditioneel jaarlijks op (of rond) 11 november wordt georganiseerd in de Belgische gemeente Niel. 11 november (Wapenstilstandsdag) is een nationale feestdag in België. 
De veldrit telde van 1987 tot en met 2008 mee voor de GvA Trofee. Sinds 2009 maakt deze cyclocross geen deel meer uit van de GvA Trofee, maar is het een van de manches van de Soudal Classics, de vroegere Fidea Cyclocross Classics. In 2018 maakte ze deel uit van de DVV Trofee. Vanaf 2019 maakt de cross deel uit van de Rectavit Series (vroegere Soudal Classics). In 2020 maakt de jaarmarkt opnieuw deel uit van een klassementscross: de Telenet Superprestige.

## Erelijst

### Mannen elite
| Datum           | Klassement                 | Cat. | Winnaar              | Tweede              | Derde                  |       |
| --------------- | -------------------------- | ---- | -------------------- | ------------------- | ---------------------- | ----- |
| 11/11/2024      | Superprestige              | C1   | Laurens Sweeck       | Felipe Orts         | Niels Vandeputte       | [ 1 ] |
| 11/11/2023      | Superprestige              | C1   | Eli Iserbyt          | Joris Nieuwenhuis   | Felipe Orts            |       |
| 11/11/2022      | Superprestige              | C1   | Laurens Sweeck       | Lars van der Haar   | Michael Vanthourenhout |       |
| 11/11/2021      | Superprestige              | C1   | Eli Iserbyt          | Toon Aerts          | Quinten Hermans        |       |
| 11/11/2020      | Superprestige              | C1   | Laurens Sweeck       | Eli Iserbyt         | Toon Aerts             |       |
| 11/11/2019      | Rectavit Series            | C1   | Mathieu van der Poel | Laurens Sweeck      | Thijs Aerts            |       |
| 10/11/2018      | DVV Verzekeringen Trofee   | C1   | Mathieu van der Poel | Toon Aerts          | Laurens Sweeck         |       |
| 11/11/2017      | Soudal Classics            | C2   | Toon Aerts           | Laurens Sweeck      | Corné van Kessel       |       |
| 11/11/2016      | Soudal Classics            | C2   | Toon Aerts           | Kevin Pauwels       | Corné van Kessel       |       |
| 11/11/2015      | Soudal Classics            | C2   | Kevin Pauwels        | Tom Meeusen         | Sven Nys               |       |
| 11/11/2014      | Soudal Classics            | C2   | Sven Nys             | Wout van Aert       | Kevin Pauwels          |       |
| 11/11/2013      | Soudal Classics            | C2   | Sven Nys             | Wout van Aert       | Rob Peeters            |       |
| 10/11/2012      | Soudal Classics            | C2   | Niels Albert         | Bart Aernouts       | Sven Nys               |       |
| 11/11/2011      | Fidea Cyclocross Classics  | C2   | Sven Nys             | Niels Albert        | Kevin Pauwels          |       |
| 11/11/2010      | Fidea Cyclocross Classics  | C2   | Sven Nys             | Niels Albert        | Bart Wellens           |       |
| 11/11/2009      | Fidea Cyclocross Classics  | C2   | Sven Nys             | Niels Albert        | Zdeněk Štybar          |       |
| 11/11/2008      | Gazet van Antwerpen Trofee | C2   | Lars Boom            | Niels Albert        | Sven Nys               |       |
| 10/11/2007      | Gazet van Antwerpen Trofee | C2   | Bart Wellens         | Lars Boom           | Sven Nys               |       |
| 11/11/2006      | Gazet van Antwerpen Trofee | C2   | Bart Wellens         | Richard Groenendaal | Sven Nys               |       |
| 11/11/2005      | Gazet van Antwerpen Trofee | C2   | Sven Nys             | Niels Albert        | Bart Wellens           |       |
| 11/11/2005 (IT) | Gazet van Antwerpen Trofee |      | Bart Wellens         |                     |                        |       |
| 11/11/2004      | Gazet van Antwerpen Trofee |      | Richard Groenendaal  | Erwin Vervecken     | Sven Vanthourenhout    |       |
| 11/11/2003      | Gazet van Antwerpen Trofee |      | Bart Wellens         | Sven Nys            | Ben Berden             |       |
| 11/11/2002      | Gazet van Antwerpen Trofee |      | Bart Wellens         | Peter Van Santvliet | Mario De Clercq        |       |
| 11/11/2001      | Gazet van Antwerpen Trofee |      | Peter Van Santvliet  | Erwin Vervecken     | Bart Wellens           |       |
| 11/11/2000      | Gazet van Antwerpen Trofee |      | Erwin Vervecken      | Richard Groenendaal | Peter Van Santvliet    |       |
| 11/11/1999      | Gazet van Antwerpen Trofee |      | Arne Daelmans        | Mario De Clercq     | Erwin Vervecken        |       |
| 11/11/1998      | Gazet van Antwerpen Trofee |      | Adrie van der Poel   | Danny De Bie        | Erwin Vervecken        |       |
| 11/11/1997      | Gazet van Antwerpen Trofee |      | Mario De Clercq      | Marc Janssens       | Adrie van der Poel     |       |
| 11/11/1996      | Gazet van Antwerpen Trofee |      | Marc Janssens        | Adrie van der Poel  | Erwin Vervecken        |       |
| 11/11/1995      | Gazet van Antwerpen Trofee |      | Paul Herygers        |                     |                        |       |
| 11/11/1994      | Gazet van Antwerpen Trofee |      | Paul Herygers        |                     |                        |       |
| 11/11/1993      | Gazet van Antwerpen Trofee |      | Danny De Bie         |                     |                        |       |
| 11/11/1992      | Gazet van Antwerpen Trofee |      | Marc Janssens        |                     |                        |       |
| 11/11/1991      | Gazet van Antwerpen Trofee |      | Guy Van Dijck        |                     |                        |       |
| 11/11/1990      | Gazet van Antwerpen Trofee |      | Marc Janssens        |                     |                        |       |
| 11/11/1989      | Gazet van Antwerpen Trofee |      | Danny De Bie         |                     |                        |       |
| 11/11/1988      | Gazet van Antwerpen Trofee |      | Rudy De Bie          |                     |                        |       |
| 11/11/1987      | Gazet van Antwerpen Trofee |      | Roland Liboton       |                     |                        |       |
| 11/11/1986      |                            |      | Christian Hautekeete | Roland Liboton      | Ludo De Rey            |       |
| 11/11/1985      |                            |      | Roland Liboton       | Yvan Messelis       | Ludo De Rey            |       |
| 11/11/1984      |                            |      | Hennie Stamsnijder   |                     |                        |       |
| 11/11/1983      |                            |      | Roland Liboton       |                     |                        |       |
| 11/11/1982      |                            |      | Roland Liboton       | Rudy De Bie         | Cees van der Wereld    |       |
| 15/11/1981      |                            |      | Hennie Stamsnijder   | Rein Groenendaal    | Cees van der Wereld    |       |
| 11/11/1980      |                            |      | Roland Liboton       | Paul De Brauwer     | Rudy De Bie            |       |
| 11/11/1979      |                            |      | Robert Vermeire      | Erik De Vlaeminck   | Eric De Bruyne         |       |
| 11/11/1978      |                            |      | Robert Vermeire      | André Geirland      | Willy Lienhard         |       |
| 11/11/1977      |                            |      | Eric De Bruyne       |                     |                        |       |
| 11/11/1976      |                            |      | Robert Vermeire      | André Geirland      | Jef Thielemans         |       |
| 11/11/1975      |                            |      | Robert Vermeire      | André Geirland      | Jan Teugels            |       |
| 11/11/1974      |                            |      | André Geirland       | Jef Thielemans      | Luc Van Goidsenhoven   |       |
| 11/11/1973      |                            |      | André Geirland       | Robert Vermeire     | Leo Arnouts            |       |
| 11/11/1972      |                            |      | Robert Vermeire      | André Wilhelm       | René De Clercq         |       |
| 11/11/1971      |                            |      | Albert Van Damme     | Robert Vermeire     | André Geirland         |       |
| 11/11/1970      |                            |      | Erik De Vlaeminck    | Albert Van Damme    | Roger De Vlaeminck     |       |
| 11/11/1969      |                            |      | Freddy Nijs          |                     |                        |       |
| 11/11/1968      |                            |      | Erik De Vlaeminck    |                     |                        |       |
| 11/11/1967      |                            |      | Erik De Vlaeminck    | Roger De Vlaeminck  | Robert Vermeire        |       |
| 11/11/1966      |                            |      | Erik De Vlaeminck    | Albert Van Damme    | Roger De Clercq        |       |
| 11/11/1965      |                            |      | Erik De Vlaeminck    | Roger De Clercq     | Rolf Wolfshohl         |       |
| 11/11/1965 (IT) |                            |      | Rolf Wolfshohl       | Erik De Vlaeminck   | Freddy Nijs            |       |
| 11/11/1964      |                            |      | Pierre Kumps         | Huub Harings        | Erik De Vlaeminck      |       |
| 11/11/1963      |                            |      | René De Rey          | Erik De Vlaeminck   |                        |       |

### Vrouwen elite
| Datum      | Klassement                | Cat. | Winnaar                    | Tweede                     | Derde                    |       |
| ---------- | ------------------------- | ---- | -------------------------- | -------------------------- | ------------------------ | ----- |
| 11/11/2024 | Superprestige             | C1   | Ceylin del Carmen Alvarado | Lucinda Brand              | Marion Norbert-Riberolle | [ 2 ] |
| 11/11/2023 | Superprestige             | C1   | Ceylin del Carmen Alvarado | Aniek van Alphen           | Annemarie Worst          |       |
| 11/11/2022 | Superprestige             | C1   | Ceylin del Carmen Alvarado | Denise Betsema             | Inge van der Heijden     |       |
| 11/11/2021 | Superprestige             | C1   | Lucinda Brand              | Annemarie Worst            | Denise Betsema           |       |
| 11/11/2020 | Superprestige veldrijden  | C1   | Lucinda Brand              | Ceylin del Carmen Alvarado | Denise Betsema           |       |
| 11/11/2019 | Rectavit Series           | C1   | Lucinda Brand              | Katherine Compton          | Marion Norbert-Riberolle |       |
| 10/11/2018 | DVV Verzekeringen Trofee  | C1   | Sanne Cant                 | Loes Sels                  | Ellen Van Loy            |       |
| 11/11/2017 | Soudal Classics           | C2   | Nikki Brammeier            | Alice Maria Arzuffi        | Ellen Van Loy            |       |
| 11/11/2016 | Soudal Classics           | C2   | Sanne Cant                 | Jolien Verschueren         | Ellen Van Loy            |       |
| 11/11/2015 | Soudal Classics           | C2   | Sanne Cant                 | Jolien Verschueren         | Nikki Harris             |       |
| 11/11/2014 | Soudal Classics           | C2   | Sanne Cant                 | Jolien Verschueren         | Helen Wyman              |       |
| 11/11/2013 | Soudal Classics           | C2   | Sanne Cant                 | Nikki Harris               | Sabrina Stultiens        |       |
| 10/11/2012 | Soudal Classics           | C2   | Nikki Harris               | Reza Hormes-Ravenstijn     | Ellen Van Loy            |       |
| 11/11/2011 | Fidea Cyclocross Classics | C2   | Geen vrouwenwedstrijd      | Geen vrouwenwedstrijd      | Geen vrouwenwedstrijd    |       |
| 11/11/2010 | Fidea Cyclocross Classics | C2   | Helen Wyman                | Daphny van den Brand       | Sophie de Boer           |       |

1963 ·
1964 ·
1965 ·
1966 ·
1967 ·
1968 ·
1969 ·
1970 ·
1971 ·
1972 ·
1973 ·
1974 ·
1975 ·
1976 ·
1977 ·
1978 ·
1979 ·
1980 ·
1981 ·
1982 ·
1983 ·
1984 ·
1985 ·
1986 ·
1987 ·
1987 ·
1988 ·
1989 ·
1990 ·
1991 ·
1992 ·
1993 ·
1994 ·
1995 ·
1996 ·
1997 ·
1998 ·
1999 ·
2000 ·
2001 ·
2002 ·
2003 ·
2004 ·
2005 ·
2006 ·
2007 ·
2008 ·
2009 ·
2010 ·
2011 ·
2012 ·
2013 ·
2014 ·
2015 ·
2016 ·
2017 ·
2018 ·
2019 ·
2020 · 
2021 · 
2022 · 
2023 · 
2024
Seizoen 2024-2025

 Cyclocross Ruddervoorde (1998-heden) ·  Druivencross Overijse (1983-2000, 2023-heden) ·  Jaarmarktcross Niel (2020-heden) ·  Vlaamse Aardbeiencross Merksplas (1999-heden) ·  Zilvermeercross (2024) ·  Cyclocross Diegem (1982-2019, 2020-heden) ·  Cyclocross Gullegem (2023 en 2025) ·  Noordzeecross Middelkerke (2011-2021, 2023-heden)

Voormalig

 GP Eric De Vlaeminck Zolder (2020-2023) ·  Niels Albert CX Boom (2017-2023) ·  Cyclocross Asper-Gavere (1983-2022) ·  Cyclocross Gieten (1989-2021) ·  Cyclocross Zonhoven (2010-2019) ·  GP Région Wallonne (2014-2016) ·  Bollekescross Hamme (2004-2013) ·  GP Fidea Vorselaar (2002-2010) ·  Internationale cyclocross Veghel-Eerde (2007-2008) ·  Superprestige Sint-Michielsgestel (1998, 2000-2006) ·  Cyclocross Raismes (2004) ·  Cyclocross Harnes (1999-2003)
Voormalig

 Grote Prijs Neerpelt (2009-2019) ·  Jaarmarktcross Niel (2009-2017, 2019) ·  Waaslandcross, Sint-Niklaas (2015-2019) ·  Cyclocross Leuven (2011-2020) ·  Cyclocross Masters, Waregem (2015-2020) ·  Citadelcross Namen (2011-2015, 2018) ·  GP van Hasselt (2015-2018) ·  Scheldecross Antwerpen (2010-2014) ·  Cyclocross Tervuren (2011)